# World of Outlaws

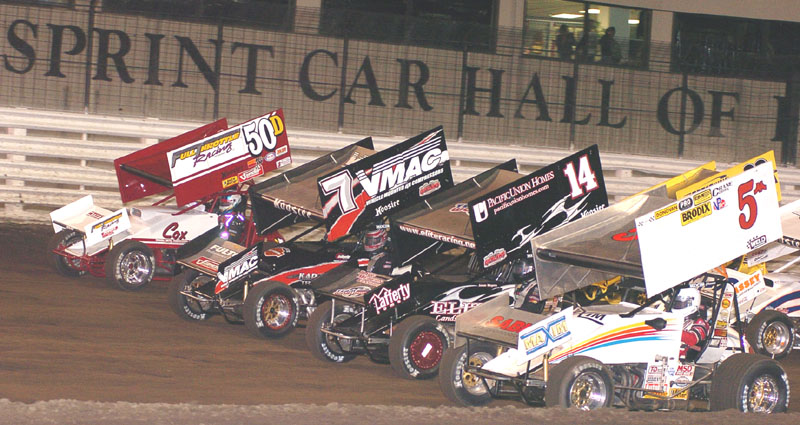
Een World of Outlaws race

De World of Outlaws (WoO) is een Amerikaanse stockcarraceklasse, die in 1978 door Ted Johnson werd opgericht. Hij wordt georganiseerd door de World Racing Group. Alle races worden verreden in de Verenigde Staten. Er doen 213 coureurs mee. De World of Outlaws Late Model Series is een subklasse hiervan en rijdt met totaal andere auto's. Meervoudig kampioen Steve Kinser heeft als bijnaam 'King of Outlaws'.

## De auto
De auto heeft een Ford V8-motor met een inhoud van 6300cc en een vermogen van 800pk (597 kW). De auto's rijden op methanol. Doordat de auto's een lage gewicht-vermogenverhouding hebben, ligt de topsnelheid van deze auto's rond de 230 km/u. De auto's hebben een buizen chassis. Ze gebruiken Hoosier-banden.

## Kampioenen
| Seizoen   | Coureur          | Band |
| --------- | ---------------- | ---- |
| 2007      | Donny Schatz     | H    |
| 2006      | Donny Schatz     | H    |
| 2002-2005 | Steve Kinser     | H    |
| 2001      | Danny Lasoski    | H    |
| 2000      | Steve Kinser     | H    |
| 1999      | Mark Kinser      | H    |
| 1998      | Steve Kinser     | H    |
| 1997      | Sammy Swindell   | H    |
| 1996      | Mark Kinser      | H    |
| 1995      | Dave Blaney      | H    |
| 1990-1994 | Steve Kinser     | H    |
| 1989      | Bobby Davis, Jr. | H    |
| 1983-1988 | Steve Kinser     | H    |
| 1981-1982 | Sammy Swindell   | H    |
| 1978-1980 | Steve Kinser     | H    |